# Cymbarieae
Cymbarieae, tribus volovotkovki, dio reda medićolike (Lamiales). Postoji pet rodova sa 11 vrsta.

## Rodovi
1. Siphonostegia Benth. (3 spp.)
2. Schwalbea L. (1 sp.)
3. Monochasma Maxim. ex Franch. & Sav. (2 spp.)
4. Cymbaria L. (3 spp.)
5. Bungea C. A. Mey. (2 spp.)